# Gaetano Manzi
Gaetano Manzi (Pompei, 10 giugno 1957) è un ex calciatore e allenatore di calcio italiano, di ruolo difensore.

## Carriera

### Calciatore
Inizia a 18 anni la carriera nella Nocerina, dove nell'arco di quattro stagioni ottiene 76 presenze, 33 delle quali in Serie B nella stagione 1978-1979, prima disputata dai molossi in seconda serie.
In seguito sempre in cadetteria colleziona altre 18 presenze nella Pistoiese e 17 nel Rimini.
Conta anche undici stagioni in Serie C con Nocerina e Rimini.

### Allenatore
Nella stagione 1991-1992 è stato vice di Franco Varrella alla guida del Nola
Nella stagione 1999-2000 ha guidato il Savoia nelle ultime due partite del campionato di Serie B, collezionando due sconfitte contro Atalanta e Vicenza.
Nel luglio 2000 è divento vice di Franco Varrella alla guida del Padova, ruolo in cui è stato confermato fino a luglio del 2003.

## Palmarès

### Club

#### Competizioni nazionali
- Serie C: 1

Nocerina: 1977-1978